# Zum Gekreuzigten Heiland (Gersbach)

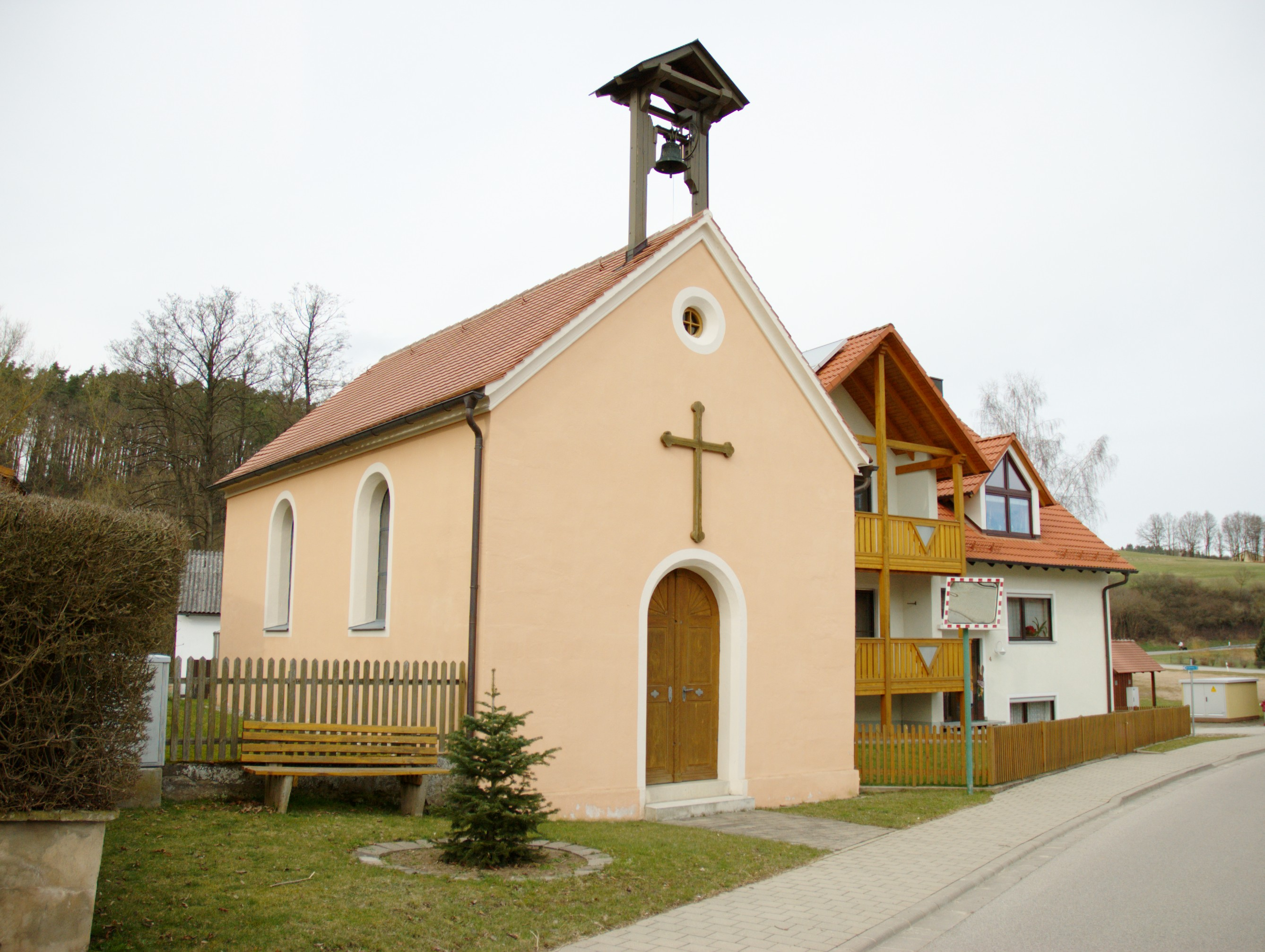
Kapelle, West- und Südseite

Zum Gekreuzigten Heiland ist eine Kapelle mit dem Patrozinium der Kreuzigung Christi in Gersbach. Die denkmalgeschützte Kapelle gehört zur römisch-katholischen Kirchengemeinde St. Nikolaus (Mitteleschenbach) im Dekanat Herrieden des Bistums Eichstätt. Sie war eine Wallfahrtskapelle der Pfarreien Arberg, Großenried, Herrieden und Ornbau. Hauptwallfahrtstag war der Schauerfreitag.

## Baugeschichte
Die Kapelle wurde 1865 errichtet und am 13. Mai 1866 geweiht. Sie wurde in den Jahren 1934 und 2001/2002 saniert.

## Baubeschreibung
Die Kapelle ist ein massiver Satteldachbau. Das Kirchenschiff ist im neuromanischen Stil gehalten und hat einen Grundriss von 9 × 5 Metern. Die Wände sind verputzt. An der Südseite ist ein Glockenturm als Dachreiter aufgepflanzt. An der West- und Ostseite hat sie zwei Achsen von Rundbogenfenster. An der Südseite hat sie ein Rundbogenportal, darüber ein Holzkruzifix und im Giebel ein Ochsenauge.
Der Saal hat innen eine flache Decke mit einem Gemälde des Lamm Gottes in der Mitte und vier kleineren Gemälden in den Ecken. An der Nordseite hat sie einen Hochaltar mit Altaraufsatz, der von zwei Säulen getragen wird und in der Mitte ein Gemälde des gekreuzigten Jesus zeigt, zu seinen Füßen zwei kleine Holzstatuen. Links vom Altar ist an der Wand eine Holzstatue des hl. Willibald angebracht, rechts davon eine Holzstatue der hl. Walburga. An der Ost-, Süd- und Westseite stellen kleine Gemälde den Kreuzweg dar. Im Saal gibt es vier Reihen mit Holzbänken als Sitzmöglichkeit.